# バラクーダ (SSK-1)
|          |                       |
| 艦歴     |                       |
| 発注:    |                       |
| 起工:    | 1949年7月1日          |
| 進水:    | 1951年3月2日          |
| 就役:    | 1951年11月10日        |
| 退役:    |                       |
| 除籍:    |                       |
| その後:  | スクラップとして廃棄  |
| 性能諸元 |                       |
| 排水量:  | 765トン               |
| 全長:    | 196 ft 1 in           |
| 全幅:    | 24 ft 7 in            |
| 吃水:    | 14 ft 5 in            |
| 機関:    |                       |
| 最大速:  | 13ノット              |
| 乗員:    | 士官、兵員37名        |
| 兵装:    | 21インチ魚雷発射管4門 |

バラクーダ (USS Barracuda, SSK-1/SST-3) は、アメリカ海軍の潜水艦。バラクーダ級潜水艦の1番艦。艦名はカマスに因んで命名された。その名を持つ艦としては2隻目。当初の艦名は K-1 であった。

## 艦歴
「K-1」は1949年7月1日にコネチカット州グロトンのエレクトリック・ボート社で起工した。1951年3月2日にウィリス・マニング・トマス夫人によって命名、進水し、1951年11月10日に艦長F・A・アンドリュース少佐の指揮下就役する。
バラクーダ級の3隻はプロジェクト・ケイオー (Project Kayo) に基づき巨大な BQR-4 バウソナー・アレイが装備された。本級はその低速と特殊装備のため対潜作戦においては活動が制限されたが、本級によって進歩した音響探知技術は後の原子力潜水艦に非常に役立つこととなった。
「K-1」はコネチカット州ニューロンドンを母港とし第2潜水艦開発部隊に所属する。アメリカ合衆国、カナダの大西洋岸、カリブ海で活動し、1955年6月にはスコットランドのグリーノック、ロサイスへ巡航した。1956年12月16日に「K-1」は「バラクーダ」と改名される。これらの巡航の間に、「バラクーダ」は東海岸沿いに訓練と実験を行った。
「バラクーダ」は1959年7月3日に SST-3 （訓練潜水艦）に艦種変更され、8月15日に退役した。「バラクーダ」は1974年4月8日から7月8日の間にサウスカロライナ州チャールストン近くのブラスウェル造船所で廃棄された。